# Padamulya (Cihaurbeuti)
Padamulya is een bestuurslaag in het regentschap Ciamis van de provincie West-Java, Indonesië. Padamulya telt 5285 inwoners (volkstelling 2010).